# 馬場昌房
馬場 昌房（ばば まさふさ）は、戦国時代の武将。武田氏の家臣。

## 概要
武田家の譜代家老である馬場信春（信房）の嫡男。生年は八木沢馬場氏系図によれば天文7年もしくは天文12年であるという。信春は天正3年（1575年）5月21日の長篠の戦いで戦死したため、昌房が家督を相続する。信濃国牧之島城（長野県長野市信州新町）の城代を務めた。天正4年（1576年）9月6日には昌房の同心に対して軍法定書が出されており、初見史料となっている。天正5年（1577年）前後には富士山本宮浅間大社の神馬奉納にも昌房の同心が奉納を行っており、昌房は病身であったとも考えられている。
『信長公記』によれば、天正10年（1582年）2月の織田信長の甲州征伐では信濃深志城（長野県松本市）を守備しているが、信長の弟・長益に対して城を明け渡している。この時点で「美濃守」を称しているが、これは父・信春の通称を誤記したとも考えられている。その後の動向は不明で、戦死もしくは刑死したと考えられている。『八木沢馬場氏系図』では同年4月に牧之島城で討死したと伝えている。『寛政重修諸家譜』によれば、法名は慈源。
『寛政重修諸家譜』によれば、娘は武川衆の青木信時の子・信安に嫁いだという。